# Иокунд
Иокунд Каппадокийский (Кесарийский) — святой мученик.
Пострадал за христианскую веру в Кесарии Каппадокийской (ныне город Кайсери, Турция) в период гонений на христиан, устроенных императором Валерианом (в 253—259 годах).
Память 11 июня.